# Earl Carruthers
Earl „Jock“ Malcolm Carruthers (* 27. Mai 1910 in West Point, Mississippi; † 5. April 1971 in Kansas City) war ein US-amerikanischer Jazz-Baritonsaxophonist des Swing. Er spielte in der Band von Jimmie Lunceford.
Earl Carruthers studierte an der Fisk-Universität in Nashville, Tennessee; brach aber früh sein Studium ab, um Profimusiker zu werden. Er begann seine Karriere in den Bands des Kansas City Jazz, spielte 1928 in Bennie Motens Band, 1929/30 mit Dewey Jackson in St. Louis  und 1931 mit Fate Marable. Bekannt wurde er durch seine Mitgliedschaft im Orchester von Jimmie Lunceford, dem er von 1932 bis zu Luncefords Tod im Jahre 1947 angehörte. Herausragend sind seine solistischen Beiträge bei Plattenaufnahmen wie „Organ Grinder’s Swing“ und „Harlem Shout“ von 1936 oder „Blue Afterglow“ von 1940. Schließlich kehrte er nach Kansas City zurück, wo er noch bis Ende der 1960er Jahre auf lokaler Ebene auftrat.